# Puchar Karaibów w piłce ręcznej 2022
Puchar Karaibów 2022 – zawody piłki ręcznej służące jako kwalifikacja do turnieju piłki ręcznej na Igrzyskach Ameryki Środkowej i Karaibów 2023. Odbyły się w dniach 2–9 października 2022 roku w dominikańskim mieście Santo Domingo.
Oba turnieje zostały zaplanowane w sześciozespołowej obsadzie, jednak w związku z wycofaniem się tuż przed turniejem zespołów z Dominiki oraz Kolumbii przeprowadzono je systemem kołowym w ramach jednej czterozespołowej grupy, po której rozegrano mecze o poszczególne miejsca. Zgodnie z systemem eliminacji do Igrzysk Ameryki Środkowej i Karaibów 2023 początkowo kwalifikację uzyskać miało zarówno z turnieju męskiego, jak i żeńskiego po pięć czołowych drużyn, zatem awans uzyskały wszystkie uczestniczące zespoły.
W obu finałach spotkały się reprezentacje Kuby i Dominikany, które podzieliły się tytułami – triumfowali Dominikańczycy oraz Kubanki.

## Mężczyźni

### Faza grupowa
| 3 października 202215:00 | Kuba | 32:29(14:14) | Meksyk | Pabellón del Parque del Este, Santo Domingo |
| 3 października 202215:00 |      | 32:29(14:14) |        | Pabellón del Parque del Este, Santo Domingo |

| 3 października 202218:00 | Portoryko | 24:30(9:14) | Dominikana | Pabellón del Parque del Este, Santo Domingo |
| 3 października 202218:00 |           | 24:30(9:14) |            | Pabellón del Parque del Este, Santo Domingo |

| 5 października 202215:00 | Meksyk | 34:32 | Portoryko | Pabellón del Parque del Este, Santo Domingo |
| 5 października 202215:00 |        | 34:32 |           | Pabellón del Parque del Este, Santo Domingo |

| 5 października 202218:00 | Dominikana | 28:27 | Kuba | Pabellón del Parque del Este, Santo Domingo |
| 5 października 202218:00 |            | 28:27 |      | Pabellón del Parque del Este, Santo Domingo |

| 7 października 202216:00 | Portoryko | 17:37 | Kuba | Pabellón del Parque del Este, Santo Domingo |
| 7 października 202216:00 |           | 17:37 |      | Pabellón del Parque del Este, Santo Domingo |

| 7 października 202218:00 | Dominikana | 27:25 | Meksyk | Pabellón del Parque del Este, Santo Domingo |
| 7 października 202218:00 |            | 27:25 |        | Pabellón del Parque del Este, Santo Domingo |

### Faza pucharowa
Mecz o 1. miejsce
| 9 października 202218:00 | Dominikana | 27:25(14:12) | Kuba | Pabellón del Parque del Este, Santo Domingo |
| 9 października 202218:00 |            | 27:25(14:12) |      | Pabellón del Parque del Este, Santo Domingo |

Mecz o 3. miejsce
| 9 października 202216:00 | Meksyk | 28:21(12:11) | Portoryko | Pabellón del Parque del Este, Santo Domingo |
| 9 października 202216:00 |        | 28:21(12:11) |           | Pabellón del Parque del Este, Santo Domingo |

### Klasyfikacja końcowa
| Miejsce | Reprezentacja | Uwagi                |
| ------- | ------------- | -------------------- |
| 1       | Dominikana    | awans na: CACSO 2023 |
| 2       | Kuba          | awans na: CACSO 2023 |
| 3       | Meksyk        | awans na: CACSO 2023 |
| 4       | Portoryko     | awans na: CACSO 2023 |

## Kobiety

### Faza grupowa
| 2 października 202215:00 | Portoryko | 21:21(10:16) | Kuba | Pabellón del Parque del Este, Santo Domingo |
| 2 października 202215:00 |           | 21:21(10:16) |      | Pabellón del Parque del Este, Santo Domingo |

| 2 października 202218:00 | Meksyk | 31:27 | Dominikana | Pabellón del Parque del Este, Santo Domingo |
| 2 października 202218:00 |        | 31:27 |            | Pabellón del Parque del Este, Santo Domingo |

| 4 października 202215:00 | Kuba | 33:23(15:10) | Meksyk | Pabellón del Parque del Este, Santo Domingo |
| 4 października 202215:00 |      | 33:23(15:10) |        | Pabellón del Parque del Este, Santo Domingo |

| 4 października 202218:00 | Dominikana | 31:29 | Portoryko | Pabellón del Parque del Este, Santo Domingo |
| 4 października 202218:00 |            | 31:29 |           | Pabellón del Parque del Este, Santo Domingo |

| 6 października 202215:00 | Dominikana | 28:20(15:8) | Kuba | Pabellón del Parque del Este, Santo Domingo |
| 6 października 202215:00 |            | 28:20(15:8) |      | Pabellón del Parque del Este, Santo Domingo |

| 6 października 202218:00 | Meksyk | 25:28(11:14) | Portoryko | Pabellón del Parque del Este, Santo Domingo |
| 6 października 202218:00 |        | 25:28(11:14) |           | Pabellón del Parque del Este, Santo Domingo |

### Faza pucharowa
Mecz o 1. miejsce
| 8 października 202218:00 | Kuba | 30:21(19:15) | Dominikana | Pabellón del Parque del Este, Santo Domingo |
| 8 października 202218:00 |      | 30:21(19:15) |            | Pabellón del Parque del Este, Santo Domingo |

Mecz o 3. miejsce
| 8 października 202214:00 | Portoryko | 37:35(18:13) | Meksyk | Pabellón del Parque del Este, Santo Domingo |
| 8 października 202214:00 |           | 37:35(18:13) |        | Pabellón del Parque del Este, Santo Domingo |

### Klasyfikacja końcowa
| Miejsce | Reprezentacja | Uwagi                |
| ------- | ------------- | -------------------- |
| 1       | Kuba          | awans na: CACSO 2023 |
| 2       | Dominikana    | awans na: CACSO 2023 |
| 3       | Portoryko     | awans na: CACSO 2023 |
| 4       | Meksyk        | awans na: CACSO 2023 |